# Benimanipur
Benimanipur (en népalais : बेणीमणिपुर) est un comité de développement villageois du Népal situé dans le district de Nawalparasi. Au recensement de 2011, il comptait 9 324 habitants.